# The Undefeated
The Undefeated (bra: Jamais Foram Vencidos) é um filme estadunidense de 1969, do gênero western, dirigido por Andrew V. McLaglen.

## Elenco principal
- John Wayne...Coronel John Henry Thomas (U.S.A.)
- Rock Hudson...Coronel James Langdon (C.S.A.)
- Roman Gabriel...Blue Boy
- Marian McCargo...Ann Langdon
- Antonio Aguilar...Rojas
- Lee Meriwether...Margaret Langdon
- Merlin Olsen...Little George
- Bruce Cabot...Jeff Newby
- Jan-Michael Vincent...Bubba Wilkes
- Ben Johnson...Short Grub
- Harry Carey, Jr....Soloman Webster
- Paul Fix...Joe Masters
- Royal Dano
- Richard Mulligan...Dan Morse
- John Agar...Christian
- Dub Taylor...McCartney

## Sinopse
Com o fim da Guerra Civil em 1865, os combatentes tentam recomeçar suas vidas. Do lado dos vencedores, o coronel Thomas e seus cavaleiros de Oklahoma resolvem deixar a farda e capturarem cavalos selvagens, com o intuito de vendê-los para o Exército da União. Já dentre os derrotados, o orgulhoso coronel confederado Langdon, endividado e ameaçado de perder tudo para os yankees vencedores da guerra, trata de juntar sua gente e prepara uma grande caravana em direção ao México, pretendendo ali se fixar com o apoio do Imperador Maximiliano. 
Thomas e seus homens conseguem reunir uma numerosa manada de cavalos selvagens, mas não recebem uma boa proposta do Exército. Então Thomas decide vendê-los para Maximiliano, cujos emissários lhe procuraram. Conforme o acordo, Thomas deverá levar os cavalos até Durango, no México.
Logo após cruzarem o Rio Grande, os dois grupos de ex-inimigos se encontram. Thomas e Langdon se tornam aliados e começam a enfrentar juntos os perigos do país estrangeiro, representados por bandoleiros e as tropas rebeldes de Benito Juárez.